# Martin Boyle
Martin Callie Boyle, född 25 april 1993 i Aberdeen, Skottland, är en australisk fotbollsspelare som spelar för skotska Hibernian FC. Han spelar även för Australiens landslag.

## Landslagskarriär
Boyle kunde välja att spela för Skottland, sitt födelseland, eller för Australien, eftersom hans far Graeme föddes i Sydney.
Boyle debuterade för Australiens landslag den 17 november 2018 i en träningslandskamp mot Sydkorea.